# Qeqertaq Avannarleq
Qeqertaq Avannarleq (en groenlandès l'illa més septentrional) és el nom no oficial d'una illa descoberta per científics de Groenlàndia al cercle polar àrtic, a l'extrem nord de Groenlàndia, l'agost del 2021. Es creu que és l'illa més septentrional del món i la terra més propera al pol nord. Es troba uns 800 metres més al nord d'Oodaaq, la fins ara considerada la terra més septentrional.